# Nolan Bushnell
Nolan Bushnell (Clearfield, Utah; 5 de febrero de 1943) es un emprendedor y empresario estadounidense, fundador de Atari y, junto a Ralph Baer, uno de los pioneros de la industria de los videojuegos.

## Biografía
En 1968 se graduó en Ingeniería Eléctrica en la Universidad de Utah, y fue miembro de la fraternidad Pi Kappa Alpha. Bushnell fue uno más de los muchos estudiantes de informática que en los años 60 jugaron al ahora famoso juego Spacewar en los ordenadores mainframe DEC En 1971 Bushnell y su compañero Ted Dabney crearon Computer Space, un clon de Spacewar. El juego fue fabricado y distribuido por Nutting Associates e iba instalado en su propia máquina recreativa. Computer Space demostró estar demasiado adelantado para su tiempo y fue un fracaso comercial.
Se casó con su primera esposa, Paula Rochelle Nielson, en 1966 y tuvo dos hijas; en 1969 se mudaron a California. Se divorciaron en 1975, justo antes de la compra de Atari por parte de Warner Communication. A finales de 1977 se casó con Nancy Nino, con quien tuvo seis hijos. También utilizó las ganancias de la venta de Atari a Warner para comprar la antigua mansión del magnate del café James Folger en Woodside, California.
Aunque fue miembro del Movimiento de los Santos de los Últimos Días en su juventud, en el momento de su primer divorcio había renunciado a las enseñanzas y a menudo se le llamaba "mormón en pausa". Dijo que dejó de practicar la fe después de entablar un debate sobre la interpretación de la Biblia con un profesor del Instituto de Religión de la Universidad de Utah en la universidad.

## Carrera empresarial

### Atari
No obstante, Bushnell tenía la determinación de hacer un videojuego que pudiera ser jugado por cualquiera. En 1972, él y Dabney fundaron Atari y lo vieron todo claro, en una feria informática en Burlingame, California, donde vieron el Magnavox Odyssey, por primera vez, y jugaron a la versión de ping-pong creada por Ralph Baer. Bushnell se dio cuenta de que el juego podía ser mejorado y más sencillo de jugar. Al Alcorn, un ingeniero de Atari, perfeccionó el videojuego PONG, y Bushnell lo instaló en un bar en Grass Valley, California y en una taberna en Sunnyvale, California llamada Andy Capp's (que ahora es Rooster T. Feathers). Pong fue un juego popular pero la aparición de imitaciones impidió que Atari dominara el mercado de las máquinas recreativas.
En 1974, Bushnell y Atari decidieron hacer una versión de PONG para el entorno doméstico. Gracias a un acuerdo de marketing y distribución con Sears, las ventas de PONG despegaron en 1975. En 1977, Atari sacó el Atari 2600 VCS (Video Computer System), que revolucionó el mercado de los videojuegos domésticos y comenzó la nueva era de las consolas de videojuegos. La demanda fue tan grande que incluso los ejecutivos de Atari tuvieron que echar una mano en las líneas de producción durante la primera Navidad después del lanzamiento. En 1976, Warner Communications (ahora Time Warner) compró Atari, y Bushnell fue sintiéndose cada vez más incómodo con el rumbo que estaba tomando la compañía, hasta que la abandonó a principios de 1979.
Mientras estaba todavía en Atari, en 1977 recompró a Warner Communications la franquicia Pizza Time Theaters (Pizza Time fue creada originalmente en Atari), un lugar donde los niños podían comer Pizza y jugar a videojuegos. Los Pizza Time / Chuck E. Cheese's tenían también animales robóticos que tocaban música (Bushnell siempre había querido trabajar para Walt Disney, pero nunca consiguió que lo contrataran cuando estaba recién graduado. Así que la mascota Chuck E. Cheese's fue su homenaje a Disney). En 1984 Bushnell dejó Chuck E. Cheese's Pizza Time Theaters (ahora llamados así por su famosa mascota) al entrar la empresa en suspensión de pagos. Posteriormente la empresa superó la crisis y ahora es una cadena de restaurantes con éxito.

### Androbot Inc
Además de los robots que desarrolló para Chuck E. Cheese's, en 1982 Bushnell participó en la creación de Androbot Inc, una empresa que introdujo el concepto de robots para el entretenimiento doméstico. Sin embargo, la empresa paró la producción en 1984.
Androbot fue una las muchas empresas de Catalyst Technologies Venture Capital Group, uno de los primeros viveros de empresas. Otras compañías del grupo fueron Etak, Cumma, and Axlon (y otras).
Axlon lanzó con éxito varios productos de electrónica de consumo, uno de los más notables fue AG Bear, un oso que repetía las palabras que los niños le decían. Axion fue vendido en gran parte a Hasbro.

### Sente Games
En 1984, Bushnell entró de nuevo en el negocio del videojuego, fundando 'Sente Games. (Sente es una palabra en japonés que se utiliza en el juego de mesa Go, el favorito de Bushnell. Midway Games accedió a distribuir los juegos de Sente; la lista de títulos publicados de la empresa incluye el popular juego de hockey uno-a-uno Hat Trick (1984)).

### uWink
Bushnell fundó uWink en 1999

### BrainRush
BrainRush es una empresa que utiliza la tecnología de los videojuegos en el software educativo, de la que es fundador, director general y presidente. La empresa fue financiada con capital riesgo en 2012. Se basa en la idea de que muchas lecciones del plan de estudios pueden convertirse en minijuegos. Los desarrolladores pueden tomar cualquier conjunto de conocimientos, desde lengua inglesa hasta lengua extranjera, geografía, tablas de multiplicar o tablas de química, hasta partes del cuerpo humano, y gamificar la experiencia. BrainRush llama a su tecnología subyacente "Práctica Adaptativa". También han desarrollado un sistema de autoría abierta que permite a los usuarios crear rápidamente juegos en diferentes áreas temáticas.
Entre 2010 y 2012, BrainRush realizó una prueba de aprendizaje de vocabulario en español con más de 2.200 profesores y 80.000 alumnos de todo el país. BrainRush lanzó la plataforma completa en otoño de 2013.

### Global Gaming Technologies Corp (CSE - GGAM.U)
El 6 de marzo de 2019, Nolan fue nombrado director general y presidente de la empresa que cotiza en bolsa Global Gaming Technologies Corp.

## Galardones
Ha sido incluido en el "Video Game Hall of Fame" y en el Consumer Electronics Association "Hall of Fame". En 2005 fue uno de los jueces del reality show Made in the USA.

## Reconocimientos
Bushnell es considerado el "padre de los juegos electrónicos" debido a sus contribuciones al establecimiento del mercado de juegos arcade y la creación de Atari. Hubo un debate si Bushnell o Ralph H. Baer, a quien se le atribuye la creación de la primera consola de videojuegos doméstica, debería ser considerado el padre de los videojuegos, lo que había provocado cierta rencor entre los dos inventores. Sin embargo, la industria reconoció que Baer debería ser considerado el padre de los videojuegos domésticos, mientras que a Bushnell se le atribuye la innovación en los juegos de arcade.
En los Premios de Videojuegos de la Academia Británica el 10 de marzo de 2009, la Academia Británica de Artes Cinematográficas y Televisivas otorgó la Beca de la Academia a Bushnell en reconocimiento a su destacado logro como padre fundador de la industria de los videojuegos.

### Película biográfica
Desde 2008 existía interés por una película biográfica sobre la vida de Bushnell. Si bien otros se habían acercado a Bushnell para hacer una película de este tipo y rechazó estas ofertas, aceptó una oferta hecha por Paramount Pictures en junio de 2008 con un guion de Craig Sherman y Brian Hecker, con Leonardo DiCaprio previsto para interpretar a Bushnell. Si bien las noticias sobre la película fueron tranquilas durante los siguientes diez años, en marzo de 2018, la compañía de financiación cinematográfica Vision Tree estaba trabajando para iniciar una oferta inicial de criptomonedas para recaudar hasta 40 millones de dólares para la película, que iba a ser producida por El estudio de DiCaprio, Appian Way Productions, Vision Tree y Avery Productions.

### Controversia sobre el premio GDC Pioneer
En enero de 2018, el Comité Asesor de los Game Developers Choice Awards anunció que Bushnell recibiría el Pioneer Award en la ceremonia de marzo en la Game Developers Conference (GDC), acreditando su papel en Atari. Ese día, varias personas a través de las redes sociales, incluida Brianna Wu, afirmaron que Bushnell fomentó un ambiente de trabajo tóxico para las mujeres en Atari que se convirtió en la base de la entonces futura industria de los videojuegos, basándose en varias entrevistas documentadas y relatos de Atari en el momento de los años 1970 y 1980; un ejemplo notable fue el de Bushnell que celebró reuniones de la junta directiva en un jacuzzi e invitó a secretarias a unirse a ellas. Wu y otros afirmaron que, si bien Bushnell había hecho mucho por la industria, reconocerlo con este tipo de premio durante el actual movimiento #MeToo estaba enviando un mensaje equivocado. Wu afirmó: "Nolan Bushnell merece ser honrado, pero este no es el momento adecuado para ello. Es fácil trazar una línea entre la cultura que creó en Atari y el sexismo estructural que enfrentan las mujeres en el sector tecnológico hoy en día" El Hashtag "#NotNolan" fue compartido por quienes tenían quejas similares sobre la elección del GDC.